# Die dramatischen Quodlibets von Johann Nestroy

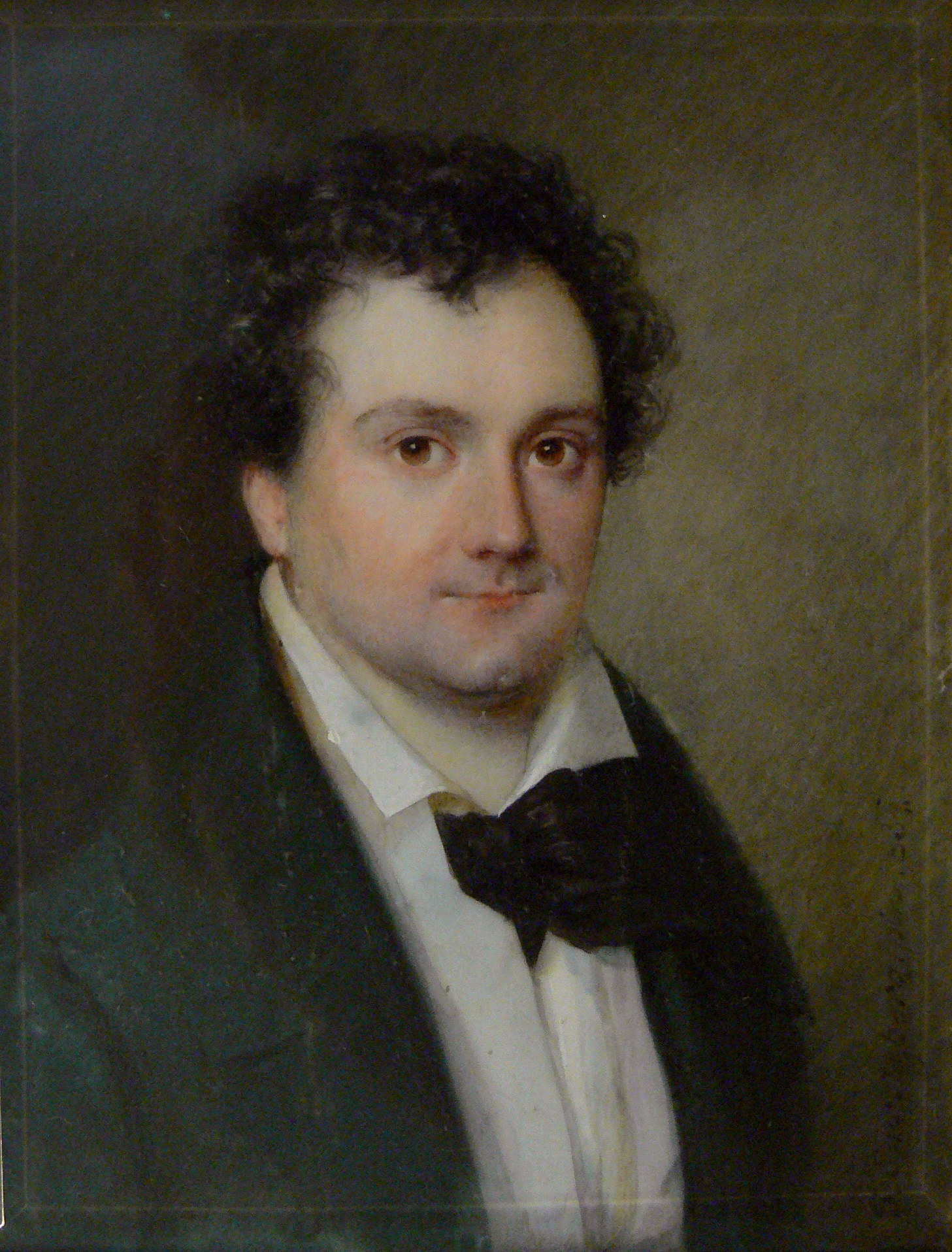
Johann Nestroy 1834; von Franz Schrotzberg (1811–1889)

Die dramatischen Quodlibets von Johann Nestroy ist ein vom Theaterhistoriker Otto Rommel geprägter Ausdruck für Nestroys Quodlibets im Bereich der Alt-Wiener Volkskomödie in der Zeit von 1830 bis 1843. Er wurde erstmals 1927 für seinen gleichnamigen Abschnitt in Fritz Brukner/Otto Rommel: Johann Nestroy, Sämtliche Werke, 9. Band, verwendet. Jürgen Hein und W. Edgar Yates übernahmen 1993 diese Bezeichnung in ihre historisch-kritische Werkausgabe Nestroys.

## Allgemeines

### Das Quodlibet
Diese Quodlibets sind nach Rommel „bezeichnend für das Verhältnis von Schauspieler und Theaterstück in der großen Zeit des vormärzlichen Volkstheaters“ (Zitat). Der Schauspieler wurde nicht nur als Rezitator der Dichterworte, sondern als darstellender, vom Autor lediglich mit einer „Unterlage“ für sein Spiel ausgestatteter Künstler gesehen. Es war deshalb selbstverständlich, dass diese Schauspieler und ihre Zuseher das Bedürfnis verspürten, von Zeit zu Zeit beliebt gewordene Leistungen Einzelner oder eines Ensembles in geraffter Form wieder spielen und sehen zu können, was besonders für Benefizvorstellungen beliebt war. Das setzte natürlich eine gute Kenntnis der Originalstücke beim Publikum voraus, was dazu führte, dass die Quodlibets kaum eine längere Laufzeit hatten, in der Regel gab es bis zu maximal sieben Aufführungen.
Nestroy nannte zwei seiner Quodlibets bezeichnenderweise im Untertitel:
„Das Scenen-Ragout in der theatralischen Einmach-Sauce oder Der musikalisch-dramatische Tandelmarkt.“ (Theaterzettel zur Magischen Eilwagenreise durch die Comödienwelt)
„Scenen- und Personen-Durcheinander aus älteren und neueren Stücken.“ (Theaterzettel zum Quodlibet verschiedener Jahrhunderte)
Alle diese Quodlibets waren Gelegenheits- oder Auftragsarbeiten, deren Text aus vorhandenen und häufig gespielten Szenen mit bekannten Figuren zusammengesetzt wurde. Von der Tragödie über das Volksstück bis zur Posse – mit oder ohne parodistische Bearbeitung – war dabei jedes Bühnen-Genre vertreten. Die Wirkung des Quodlibets beschrieb der Theaterschriftsteller und Schauspieler Franz Carl Weidmann (1787–1867) am 29. Mai 1832 in der Wiener Theaterzeitung von Adolf Bäuerle (Nr. 107, S. 427):
„[…] und so behauptet sie sich auch heute. Das Ganze ist zwar wieder in sehr derben Zügen gehalten, allein, das ist nun einmahl an dieser Bühne [gemeint ist das Theater an der Wien] an der Tagesordnung.“
Dennoch hielt sich der finanzielle Erfolg wegen der kurzen Laufzeit stets in Grenzen, die sich daraus ergab, dass Quodlibets nach einer zeitgenössischen Feststellung „[…] niemals an den Effekt der Originalwerke hinanreichen.“ Der andere Grund dafür war die bereits erwähnte Voraussetzung, das Publikum müsse die Originale noch frisch im Gedächtnis haben, um die Zusammenstellung interessant und unterhaltend zu finden.
Der Sammler fasste mit scharfen Worten am 28. Juni 1832 (Nr. 77, S. 307 f.) zusammen:
„Diese Producte der Nichtigkeit und Schalheit kamen und gingen, und ließen nur die Zeit bedauern, welche man auf ihr Anschauen verwendet hatte. […] Diese Producte treten ohne Anspruch hervor, und somit darf auch keiner an sie gelegt werden, als höchstens gute Auswahl der komischen Scenen.“

### Das Vorspiel
Die typische Funktion des bei Quodlibets verwendeten Vorspieles ist auf dem Theaterzettel zu Carl Carls Nestroy-Bearbeitung Die zusammengestoppelte Komödie angegeben: „Komisches Quodlibet mit Gesang […] Nebst einem Vorspiele zur Rechtfertigung des Titels.“
Die Autoren des Vorspieles sind häufig nicht mehr genau festzustellen, wie auch bei den Quodlibets. Nestroy werden von den meisten Literaturhistorikern lediglich vier selbst verfasste Vorspiele mit einiger Sicherheit zugerechnet: Gewissensangst, Rache, Verzeihung und Quodlibet (für Magische Eilwagenreise durch die Comödienwelt, 1830), Der Theaterdiener, die Benefizvorstellung und Quodlibet (für Humoristische Eilwagenreise durch die Theaterwelt, 1832), Die Fahrt mit dem Dampfwagen (für wechselnde Quodlibets, 1834), Die dramatischen Zimmerherrn (für Das Quodlibet verschiedener Jahrhunderte, 1843). Die beiden erstgenannten Vorspiele sind nach Rommel sichtlich nach dem gleichen Schema gearbeitet, Die Fahrt mit dem Dampfwagen ist nach seiner Ansicht das qualitätsvollste von allen.

## Verzeichnis von Nestroys Quodlibets

### Der unzusammenhängende Zusammenhang(1830)
Johann Nestroy war vom 14. Oktober 1824 bis zum 18. Juli 1830 in Preßburg ununterbrochen im Engagement. Dort war die Uraufführung dieses Quodlibets am 28. Jänner 1830, insgesamt erlebte das Stück nach den Angaben in seinem eigenhändigen Verzeichniß aller gegebenen Rollen und in der Stückliste sieben Aufführungen. Sowohl im genannten Verzeichniß als auch im ebenfalls eigenhändigen Repertoire von J. Nestroy führte er dieses Werk als eigenes an.
Der Text ist verschollen, nach dem Rollenverzeichnis im Repertoire spielte er insgesamt sieben Rollen, vom Karl Moor (Die Räuber von Friedrich Schiller), über seinen selbst verfassten Zettelträger Papp bis zum Genius Winziwinzi (Die Belagerung von Ypsilon von Joachim Perinet).
Ein gleichnamiges Quodlibet, das allerdings von Direktor Carl Carl zusammengestellt worden war, wurde am 23. Juli 1829 im Theater an der Wien und am 5. September im Theater in der Josefstadt aufgeführt. Nach Rommel handelte es sich um zwei unabhängig voneinander entstandene Werke, Mautner vermutet hingegen, Nestroys Stück sei von Carls Quodlibet beeinflusst worden – allerdings gibt es nach Hein/Yates, soweit noch feststellbar, stark unterschiedliche Rollenverzeichnisse, so dass dies eher als unwahrscheinlich gesehen wird. Auch Nestroys Angaben im Repertoire widersprächen dieser Theorie.
Rommel weist darauf hin, dass durch dieses und das unten folgende Quodlibet die Veränderung Nestroys vom Opernsänger, womit er seine Bühnenkarriere begann, und dramatischen Schauspieler zum Komiker zeigen, da er fast ausschließlich komische Glanzrollen für sich hineingeschrieben hatte.

### Zwey Schüssel voll Fasching Krapfen(1831)
Auch dieses Quodlibet wurde von Nestroy als eigenes Werk bezeichnet, der Text ist ebenfalls verschollen. Es fand eine einzige Aufführung, und zwar am 12. Februar 1831 als Benefizabend für den Dichter in Preßburg statt. In der genannten Stückliste steht dazu der eigenhändige Eintrag:
„den 12ten [Februar] [1]831 Zwey Schüssel voll Fasching Krapfen Quodlibet Nestroy. 2. [Denisch} Bfc.“